# Josef Kohlschein der Jüngere
Josef Kohlschein der Jüngere (* 8. Mai 1884 in Düsseldorf; † 17. Oktober 1958 in Neuss) war ein deutscher Maler, Zeichner und Radierer. Er war der Sohn von Josef Kohlschein dem Älteren, Bruder der Maler Edmund Anton Kohlschein und Hans Kohlschein und fügte seiner Signatur zur Unterscheidung vom Vater stets „der Jüngere“ hinzu.

## Leben
Er besuchte seit 1899 die Kunstakademie Düsseldorf, nachdem er zuvor eine Goldschmiedelehre begonnen und die Kunstgewerbeschule absolviert hatte. Zunächst studierte er bei Peter Janssen und Fritz Roeber, bevor er Meisterschüler in der Landschaftsklasse bei Eugen Dücker wurde.
Kohlschein gehörte zu den Gründern der secessionistischen Künstlergruppe Niederrhein und stand dem Sonderbund nahe, war aber dort kein Mitglied. Wie sein Lehrer Dücker befürwortete er die Pleinair-Malerei und suchte unter dem Einfluss des französischen Impressionismus nach einer neuen farbigen Landschaftsdarstellung. Kohlscheins Bilder zeigen eine feine Koloristik in primär kleinfleckigem Farbauftrag. Dazu passt der klare, strukturierte Bildaufbau. Diesen Stil hat Kohlschein durch sein ganzes Schaffen beibehalten.
Sein erstes, in Düsseldorf 1907 ausgestelltes Gemälde: „Groote Kerk in Kleve“ wurde vom Kunstverein Düsseldorf angekauft. Wie sein Bruder Hans Kohlschein fand er frühe Anerkennung mit großen Wandgemälden: Rathaussaal Warburg 1909, Sitzungssaal Regierungsgebäude Düsseldorf 1911, Ausmalung der Offiziersmesse der MS „Rheinland“ 1913.
1912 stellte er zusammen mit seinem Vater Josef Kohlschein und seinem Bruder Hans Kohlschein im neuen Clemens Sels Museum Neuss aus. Im selben Jahr zog er mit seiner Frau nach Neuss, das ihm bis zu seinem Tode Lebensraum und Wirkungsstätte wurde.
Der Erste Weltkrieg unterbrach seine Karriere. Er wurde vermisst, verschüttet und nur durch einen Zufall gerettet. Nach allmählicher Erholung fand er wieder zu künstlerischer Tätigkeit. Es entstanden erneut hervorragende, vor der Natur gemalte Arbeiten aus der Neusser Umgebung, aus Zons, aus der Eifel und vom Niederrhein, aber auch holländische Grachten und belgische Motive sind bei ihm zu finden – mal in kräftigen Farben, dann wieder verhalten schimmernd. Immer wohnt seinen Arbeiten eine Beschaulichkeit, ja stille, oft ruhige Schönheit inne, die sich durch sein ganzes Œuvre zieht.
Neben den Landschaften beeindrucken seine Interieurs und seine wunderbar lebendigen Blumenstillleben: „Madonna unter Pfingstrosen“ 1915, „Großer Dahlienstrauß“ 1930.
Sein farbiges Schaffen begleitet ein gleichrangiges, grafisches Werk. Bleistift-, Kohle-, Rötel- und Braunstiftzeichnungen belegen seine starke, schon früh vom Vater geförderte Begabung. Diese erlaubte ihm die schnelle, bildgleiche Wiedergabe seiner Eindrücke. Dazu gehören auch seine Radierungen: „Burg Eltz im Winter“, „Windmühle an der Lippe“, „Ansicht von Emmerich mit Schleppkahn“, „Westfälische Wassermühle“.
Die Stadt Neuss ehrte ihn, indem sie eine Straße nach ihm benannte.

## Werke
- 1907: „Groote Kerk in Kleve“
- 1909: Wandfries im Rathaussaal Warburg
- 1911: Sitzungssaal Regierungsgebäude Düsseldorf
- 1913: Offiziersmesse der MS Rheinland
- 1915: „Madonna unter Pfingstrosen“
- 1930: „Großer Dahlienstrauß“

## Ausstellungen
- 1912: Clemens Sels Museum Neuss: „Josef Kohlschein, Hans Kohlschein, Josef Kohlschein der Jüngere“
- 1949: Ausstellung Düsseldorfer Künstlergruppe 1949 in der Kunsthalle Düsseldorf
- 1962: Museum Mönchengladbach
- 1978: Kreismuseum Zons
- 1984: Clemens–Sels–Museum Neuss
- 1985: „Die Künstlerfamilie Kohlschein“  Stadtmuseum Düsseldorf
- 1989: „Josef Kohlschein d.Jg.“ Museum im „Stern“ Warburg
- 2010: „Künstler im Weserbergland und die Düsseldorfer Malerschule“, Schloss Corvey

## Arbeiten im öffentlichen Raum
- Alte Nationalgalerie Berlin
- Museum Kunstpalast Düsseldorf
- Stadtmuseum Düsseldorf
- Künstlerverein Malkasten Düsseldorf
- Museum Abteiberg Mönchengladbach
- Clemens Sels Museum Neuss
- Kreismuseum Zons
- Museum im „Stern“ in Warburg.